# The Whisperers
The Whisperers es una película dramática británica de 1967 dirigida por Bryan Forbes y protagonizada por Edith Evans.
Está basada en la novela de 1961 de Robert Nicolson. La estrella Edith Evans recibió muchos honores por su actuación principal, incluida su tercera nominación en los Premios Oscar.

## Sinopsis
La Sra. Margaret Ross, una anciana empobrecida y excéntrica, vive en un apartamento en la planta baja, en una ciudad sin nombre en el norte de Inglaterra. Con 76 años, depende de Asistencia social del gobierno británico.
Ella recibe la visita de su hijo criminal, quien esconde un paquete que contiene una gran suma de dinero en su habitación libre sin usar. El hijo confiesa a la policía de su robo, luego es enviado a la cárcel. Mientras tanto, la señora Ross encuentra el dinero. Pensando que el dinero es una ganancia inesperada destinada a ella, la Sra. Ross hace planes elaborados. Ella casualmente le confía a un extraño, quien se hace amigo de ella para acosarla, secuestrarla y luego robarle el dinero robado. Embriagada y abandonada a la intemperie por sus captores, la Sra. Ross contrae neumonía. Los vecinos la encuentran y, después de casi morir, se recupera en un hospital. Es la primera vez que alguien se preocupa por ella en años. Médicos, enfermeras, psiquiatras y trabajadores sociales se concentran en su caso.

## Reparto
- Edith Evans – Mrs. Ross
- Eric Portman – Archie Ross
- Nanette Newman – chica de arriba
- Harry Baird – hombre de arriba
- Jack Austin – el sargento de policía
- Gerald Sim – Mr. Conrad
- Lionel Gamlin – colega de Mr. Conrad
- Oliver MacGreevy
- Ronald Fraser – Charlie Ross
- Kenneth Griffith – Mr. Weaver
- Avis Bunnage – Mrs. Noonan
- John Orchard – Grogan
- Peter Thompson
- Sarah Forbes – Mrs. Ross cuando era joven
- Kaplan Kaye – Jimmie Noonan
- Penny Spencer – Mavis Noonan
- Robin Bailey – Psiquiatra
- Leonard Rossiter - asistente
- Margaret Tyzack
- Frank Singuineau – Doctor
- Mr Noonan – Micheal Robbins

## Premios y nominaciones
Edith Evans fue nominada al Premio  Oscar a la Mejor Actriz y ganó el Premio BAFTA , el Oso de Plata a la Mejor Actriz en el 17º Festival Internacional de Cine de Berlín, el premio de la Junta Nacional de Revisión, el premio del Círculo de Críticos de Cine de Nueva York, y el Globo de Oro a la Mejor Actriz.

## Medios domésticos
Kino Lorber Studio Classics anunció en Facebook el 14 de marzo de 2019 que pronto se realizaría un nuevo escaneo 2K. Este Blu-ray se lanzó el 14 de enero de 2020.